# Robin de Kruijf
Robin de Kruijf (Nieuwegein, 5 de maio de 1991) é uma voleibolista indoor neerlandesa na posição de central, com marca de alcance de 313 cm no ataque e 300 cm no bloqueio, que foi semifinalista nos Jogos Olímpicos de Verão de 2016 no Rio de Janeiro.

## Carreira
Robin começou a jogar vôlei no clube  VV Taurus da cidade de Houten, integrando a seleção Sub-18 no campeonato europeu na temporada 2006-07, após uma temporada transferiu-se para o  VV Pollux na cidade de Oldenzaal, sendo que em 2008 ocorre suas primeiras convocações nacionais, na categoria Sub-20 disputando o Campeonato Europeu, cuja estreia na seleção neerlandesa foi durante a edição do Montreux Volley Masters diante da seleção cubana.
Na jornada esportiva de 2008-09 passou a ser jogadora do Martinus, quando conquistou a Copa dos Países Baixos. Em 2009, pela seleção nacional, obteve a medalha de prata no Campeonato Europeu sediado na Polônia.Na temporada seguinte defendeu as cores do TVC Amstelveen, em duas temporadas, sagrou-se campeã nacional e uma Copa dos Países Baixos.
Pela seleção nacional conquistou o terceiro lugar na Copa Piemonte de 2010 em Turim.Em 2015 obteve o bronze no Montreux Volley Masters, a medalha de prata no Campeonato Europeu, sediado na Bélgica e nos Países Baixos. Pela primeira vez atua por um clube estrangeiro, quando foi anunciada na temporada 2011-12 como jogadora do Dresdner SC, permaneceu por mais uma temporada, quando reforçou nas competições de 2013-14 o clube italiano de River Volley Piacenza e foi campeã da Supercopa da Itália, da Copa da Itália e da Liga A1 Italiana.
Na temporada 2014-15 é contratada pelo time turco do VakıfBank, sagrando-se campeã da Supercopa Turca de 2014, e obteve o bronze na Liga dos Campeões da Europa de 2014-15 em Estetino.Na temporada seguinte por este clube foi vice-campeã da Liga dos Campeões da Europa de 2015-16 em Montichiari e a campeã da Liga A Turca de 2015-16.
Para o período de 2016-17, volta atuar na Itália e assinou contrato com Imoco Volley em Conegliano, sendo tetracampeã da Supercopa Italiana, tricampeã da Copa da Itália e tricampeã da Liga A1 Italiana, obtendo a medalha de ouro no Campeonato Mundial de Clubes de 2019 em Shaoxing e na Liga dos Campeões 2020-21 em Verona, premiada como a segunda melhor central; também foi vice-campeã da Liga dos Campeões  em 2016-17 em Treviso e 2018-19 em Berlim, além do terceiro lugar na edição de 2017-18 em Bucareste.
Em 2015 obteve o bronze no Montreux Volley Masters, a medalha de prata no Campeonato Europeu, sediado na Bélgica e nos Países Baixos, e a medalha de bronze no Grande Prêmio Mundial de 2016.Em 2016, foi convocada para a seleção feminina neerlandesa que participou dos Jogos Olímpicos do Rio de Janeiro e ocasião que avançou as semifinais e terminou na quarta posição. Em 2017 obteve a medalha de prata no Campeonato Europeu no Azerbaijão.
Em 2020 disputou o Pré-Olímpico da Europa em Apeldoorn e ao terminar na quarta colocação, não obteve a qualificação olímpica, mas, destacou-se como a segunda melhor central do torneio.Pela seleção neerlandesa disputou 347 partidas pela seleção, pede dispensa no ano de 2021 para as disputas da Liga das Nações e do Campeonato Europeu.

## Clubes
| Clube                 | De        | A         |
| --------------------- | --------- | --------- |
| VV Taurus Houten      | 2006      | 2007      |
| VV Pollux Oldenzaal   | 2007      | 2008      |
| Martinus              | 2008      | 2009      |
| TVC Amstelveen        | 2009-2010 | 2010-2011 |
| Dresdner SC           | 2011-2012 | 2012-2013 |
| River Volley Piacenza | 2013      | 2014      |
| VakıfBank             | 2014-2015 | 2015-2016 |
| Imoco Conegliano      | 2016-2020 | 2020-2021 |

## Títulos e resultados
- Campeonato Neerlandês:2008-09, 2009-10
- Supercopa dos Países Baixos:2009
- Copa dos Países Baixos:2008-09, 2009-10
- Campeonato Italiano:2013-14, 2017-18, 2018-19, 2020-21
- Copa Itália:2013-14, 2016-17, 2019-20, 2020-21
- Copa Itália:2017-18,2018-19
- Supercopa Italiana:2013, 2016, 2018, 2019, 2020
- Supercopa Italiana:2017
- Campeonato Turco:2015-16
- Campeonato Turco:2014-15
- Copa da Turquia:2014-15
- Supercopa Turca:2014
- Campeonato Alemão:2011-12, 2012-13
- Copa Piemonte:2010

## Premiações individuais
- 2ª Melhor Central do Torneio Pré-Olímpico - Europa de 2020
- 2ª Melhor Central do Campeonato Mundial de Clubes de 2019